# 口糜
口糜是指口腔肌膜糜烂成糜粥样，并有特殊气味的疾病。小儿患此证，口内肌膜白屑满布，状似鹅口疮或雪口，是口腔白色念珠菌感染的一种表现。西医称为口腔假膜型白色念珠菌病。